# 筑豊アクションプロジェクト
筑豊アクションプロジェクト（ちくほうアクションプロジェクト）は、映像制作を通じて福岡県の筑豊地方の町おこしを図る団体。
映像監督の永芳健太がプロジェクトリーダーとなり、映画、テレビ番組、コマーシャル、一般のSNS利用者による投稿映像などの制作のため、各種の規制などで困難になっている爆破シーンをCGによらずに撮影し、ロケ隊やその支援スタッフなどの映像産業従事者や一般客を筑豊の町々に呼び込み、観光資源に繋げることを目的としている。